# Neanderthal Museum
Das Neanderthal Museum (Eigenschreibweise) ist ein Museum im Neandertal bei Mettmann. Es behandelt die Ur- und Frühgeschichte der Menschheit sowie die nach dem Fundort des Fossils und Typusexemplars Neandertal 1 benannten Neandertaler.

## Geschichte
Am 3. März 1938 wurde das Urgeschichtliche Museum Neandertal eröffnet, das 1962 als Neandertal-Museum umgestaltet wurde. 1972 wurden Pläne für einen Neubau erwogen, jedoch nicht umgesetzt.
Das heutige Museum wurde 1996 nach einem Entwurf von Günter Zamp Kelp, Julius Krauss und Arno Brandlhuber eröffnet. Zuvor befand sich die Ausstellung in einem Gebäude einige hundert Meter entfernt etwas mehr im Wald; dort ist heute eine Steinzeitwerkstatt untergebracht. Die Stiftung Neanderthal ist Träger des Museums, das jährlich von rund 170.000 Menschen besucht wird.
Direktoren
- 1996–2018: Gerd-Christian Weniger
- seit 1. Januar 2019: Bärbel Auffermann[2]

## Dauerausstellung

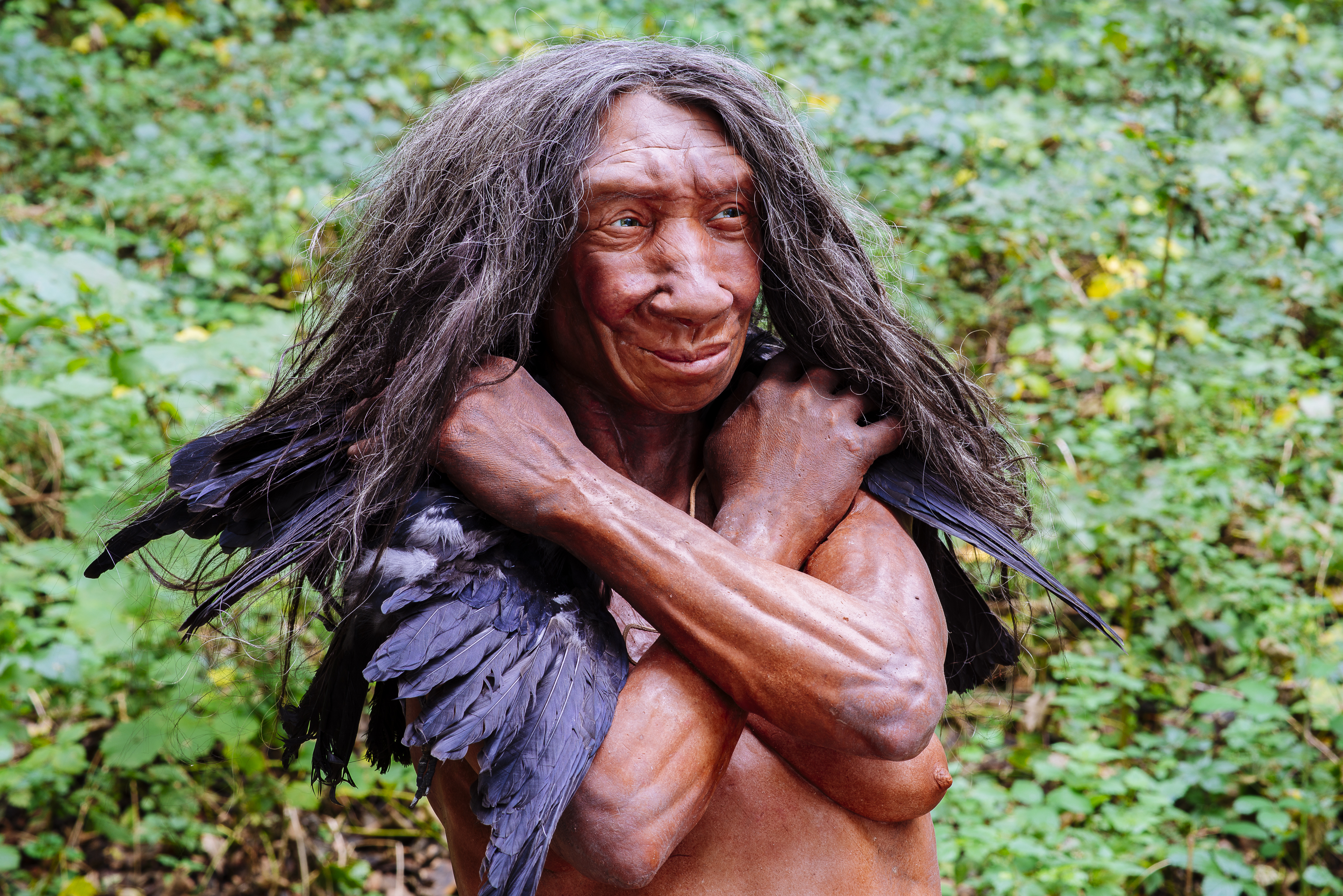
Rekonstruktion der Frau „Gibraltar 1“ im Museum

Im annähernd ovalen Museumsgebäude schraubt sich ein stufenloser „Rundweg“ vom Eingangsbereich zur obersten Etage. Die Ausstellungsgegenstände sind annähernd chronologisch nach Epochen der Menschwerdung, teils nach sozialen und kulturellen Themengebieten angeordnet. Ein im Eintrittspreis enthaltenes Audiosystem ermöglicht eine eigenverantwortliche Führung in deutscher und englischer Sprache. Zahlreiche Informationstafeln und einige Videoinstallationen sind in diesen und weiteren Sprachen in die Ausstellung integriert. Lebensgroße Rekonstruktionen von Neandertalern und anderen Vormenschen vermitteln ein Bild vom Aussehen und Leben dieser frühen Verwandten des anatomisch modernen Menschen. Ergänzt wird die Ausstellung durch einen Kinosaal, ein Café und einen Museumsshop.

## Sonderausstellung
Im Kellergeschoss des Gebäudes stehen Räumlichkeiten für Sonderausstellungen zur Verfügung. 2017 wurde dort die Ausstellung Zwei Millionen Jahre Migration gezeigt. 2023/24 wurde die Ausstellung Eis Zeit Reise Grönland zur Geschichte Grönlands präsentiert, die auf Grundlage der Graphic Novel Quanga von Nuka K. Godtfredsen erstellt worden war.

## Lage und Außenanlagen
Das Museum liegt an der Nordseite der Verbindungsstraße zwischen Erkrath und Mettmann, im östlichen Teil des Neandertals. Gegenüber dem Museum fließt die Düssel, die dort mit dem Mettmanner Bach zusammenläuft. In unmittelbarer Nähe befindet sich nördlich der Bahnhof Neanderthal der S-Bahnlinie 28 Kaarster See – Neuss Hbf – Düsseldorf Hbf – Wuppertal Hbf (halbstündlich).
Zum Museum gehört ein archäologischer Garten in der Nähe der ehemaligen Lage der Kleinen Feldhofer Grotte, des Fundorts der Knochen des Neandertalers von 1856, die durch den Kalksteinabbau vernichtet wurde. Die Lage der Grotte konnte im August 1997 rekonstruiert werden. Der Garten besteht aus einer großen Wiese an der Düssel mit mehreren Kunstobjekten; beispielsweise ist der Fußweg durch das Gelände als Zeitstrahl gestaltet.
Ein Aussichtsturm ermöglicht es, bis auf die Höhe der Feldhofer Grotte hochzusteigen. Oben auf dem Turm befinden sich fest installierte Ferngläser zur Sicht auf die Grotte und die Umgebung. Auf dem Turm sind die 16 Knochen, welche in der Grotte gefunden wurden, originalgetreu nachgebildet.
Direkt am Museum startet und endet der Kunstweg MenschenSpuren mit Werken von elf Künstlern. An den Kunstweg grenzt das Eiszeitliche Wildgehege Neandertal. In der Steinzeitwerkstatt werden steinzeitliche Techniken und Arbeitsweisen dargestellt.

## Auszeichnungen und Preise
- 1997: Architekturpreis Beton
- 2009: Deutscher Archäologiepreis der Deutschen Gesellschaft für Ur- und Frühgeschichte (DGUF)

## Sonstiges
Der Außenbereich des Museums war Drehort der im März 2006 erstmals ausgestrahlten Tatort-Episode Pechmarie.